# Рихтер, Фёдор Фёдорович
Фёдор Фёдорович Ри́хтер (23 февраля (6 марта) 1808, Санкт-Петербург — 7 (19) марта 1868, Москва) — русский архитектор, реставратор и преподаватель, основоположник российской школы архитектурной реставрации. Директор Московского дворцового архитектурного училища (1842—1865). Действительный статский советник (1856).

## Биография
Место рождения зодчего точно не установлено: источники называют г. Гольдинген (Кулдига) Курляндской губернии или Петербург. Он был сыном художника. Дата переезда Рихтера в Петербург точно не известна, но в службу он вступил 19 сентября 1827 года, а в октябре уже состоял рисовальщиком в чертёжной при строительстве Исаакиевского собора, являясь одновременно вольноприходящим учеником Академии художеств.

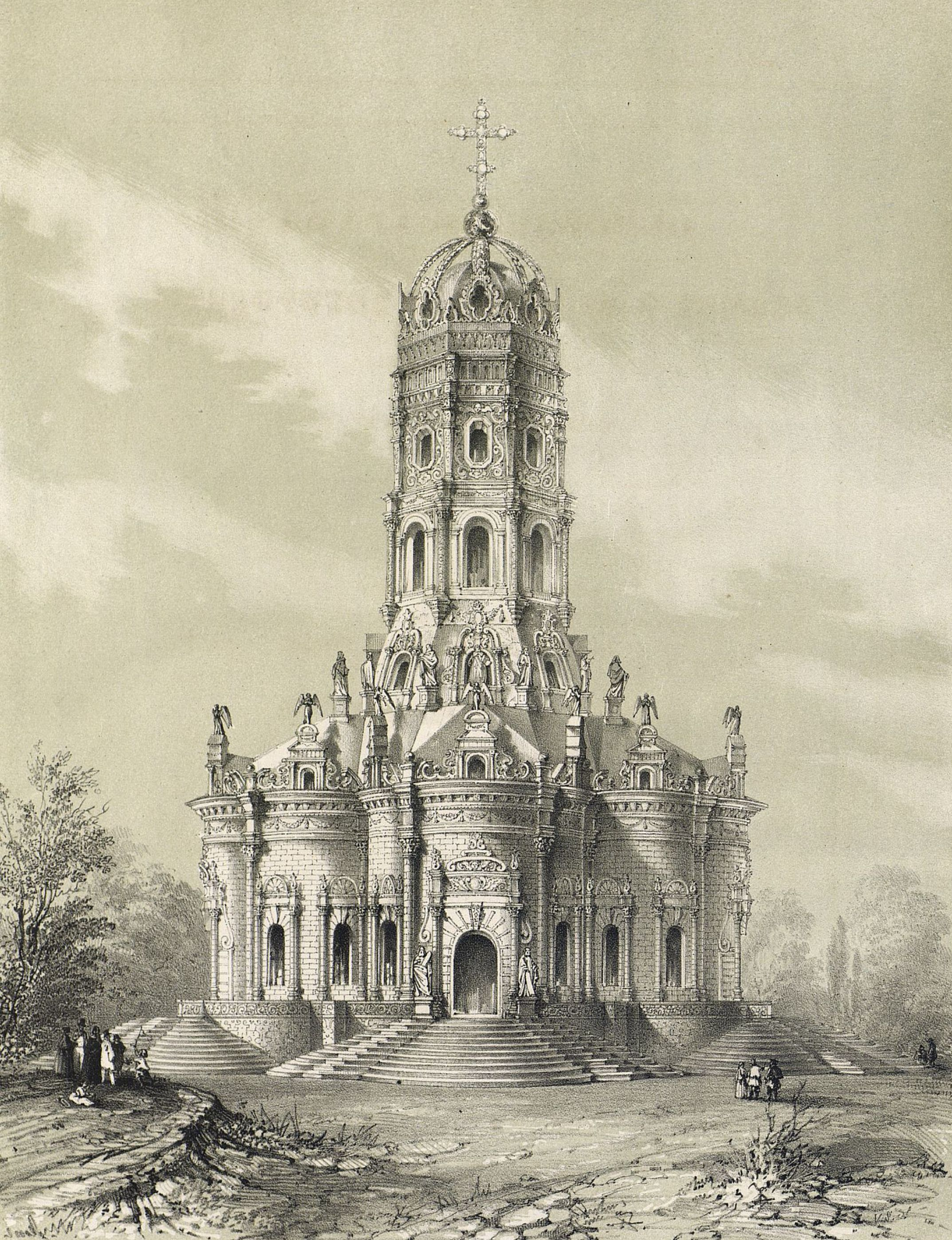
Церковь Знамения Пресвятой Богородицы в 1850 году до реставрации, выполненной под руководством архитектора Фёдора Рихтера

В 1833 году Рихтер окончил Императорскую Академию художеств и получил звание художника архитектуры 1 класса, после чего был включен в список пенсионеров (редкий случай для вольноприходящих учеников) и в мае 1834 года отправлен в поездку в Италию. Целью поездки было изучение архитектуры, а по её окончании необходимо было представить обмер или графическую реконструкцию какого-либо памятника архитектуры.
В сентябре 1839 году Академия художеств присудила Рихтеру звание академика архитектуры, а в январе 1840 г. он стал членом Миланской Академии Художеств. С 1841 года являлся профессором Императорской академии художеств. В феврале 1841 года архитектор был откомандирован в Московскую Строительную комиссию и направлен на строительство Большого Кремлёвского дворца. В 1843 году Рихтер получил должность старшего архитектора по постройке Дворца и являлся автором проектов Владимирского и Александровского залов. Кроме того, он состоял членом совета по постройке Храма Христа Спасителя, а также заведовал строительством Оружейной Палаты.
В 1842—1865 годах был директором Московского дворцового архитектурного училища, а после этого — членом совета Московского училища живописи, ваяния и зодчества. В действительные статские советники был произведён 2 октября 1856 года

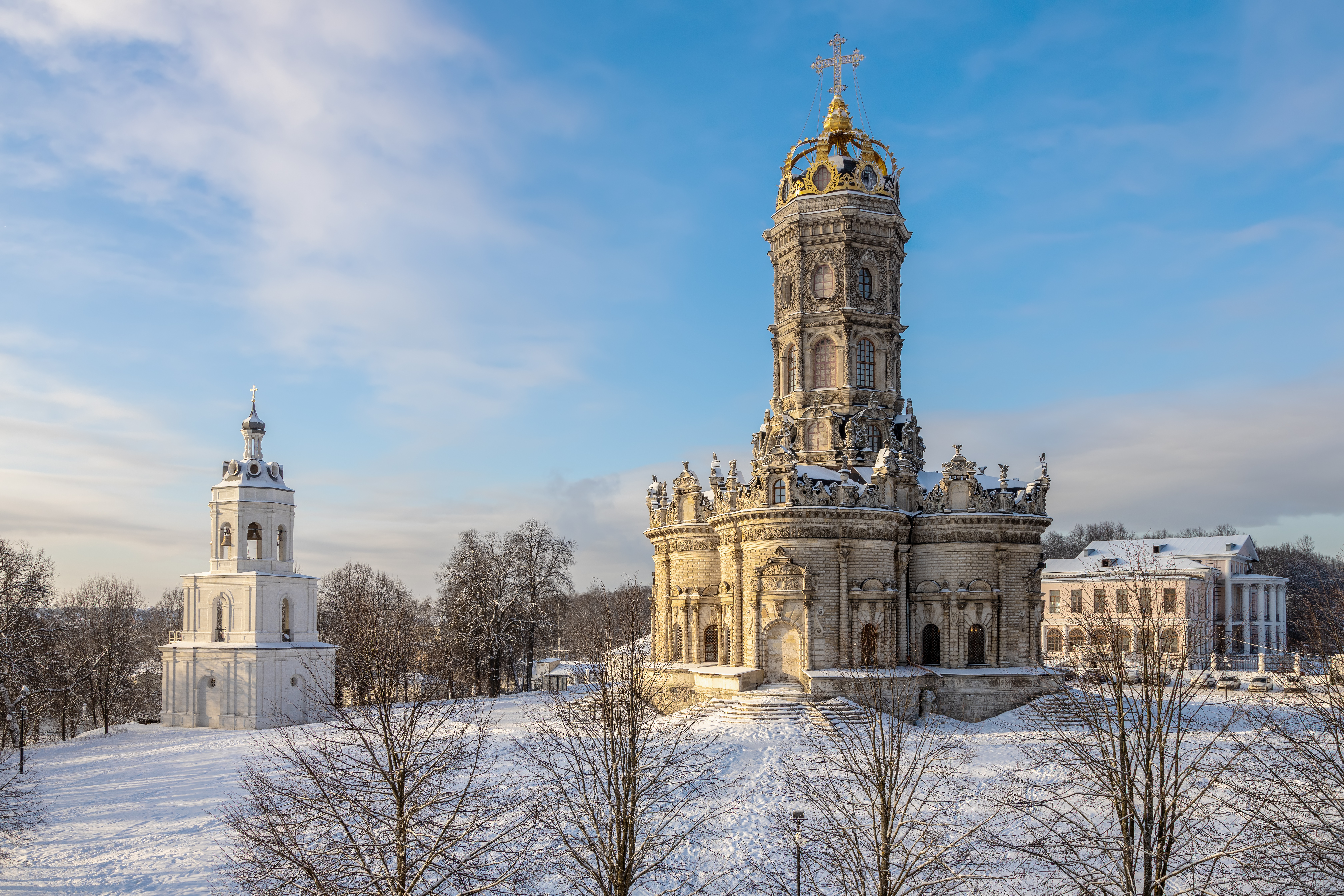
Знаменская церковь в январе 2024 года

В 1850 году в шести выпусках вышла книга Ф. Ф. Рихтера «Памятники древнего русского зодчества, снятые с натуры и представленные в планах, фасадах и разрезах замечательнейшими деталями каменной высечки и живописи», экземпляры которой хранятся в библиотеке Московского архитектурного института. Часть чертежей для издания была выполнена выпускниками Московского Дворцового архитекторского училища, но многие работы были сделаны Рихтером лично. В 1851—1856 годах была выпущена вторая редакция этого труда, к которому современники относились как «главному пособию архитекторов, проектирующих в русском стиле». В основу книги, содержащей схемы и чертежи уникальных древнерусских построек, легли результаты исследований архитектурных памятников Древней Руси.
Начиная с 1850-х годов Ф. Ф. Рихтер начал активную работу по реставрации архитектурных памятников. На его счету восстановление Боровицкой башни Московского Кремля, Ипатьевский монастырь в Костроме, Палаты бояр Романовых, стены Псковского Кремля и многие другие.
Помощником Рихтера работал архитектор Н. И. Финисов.

## Работы

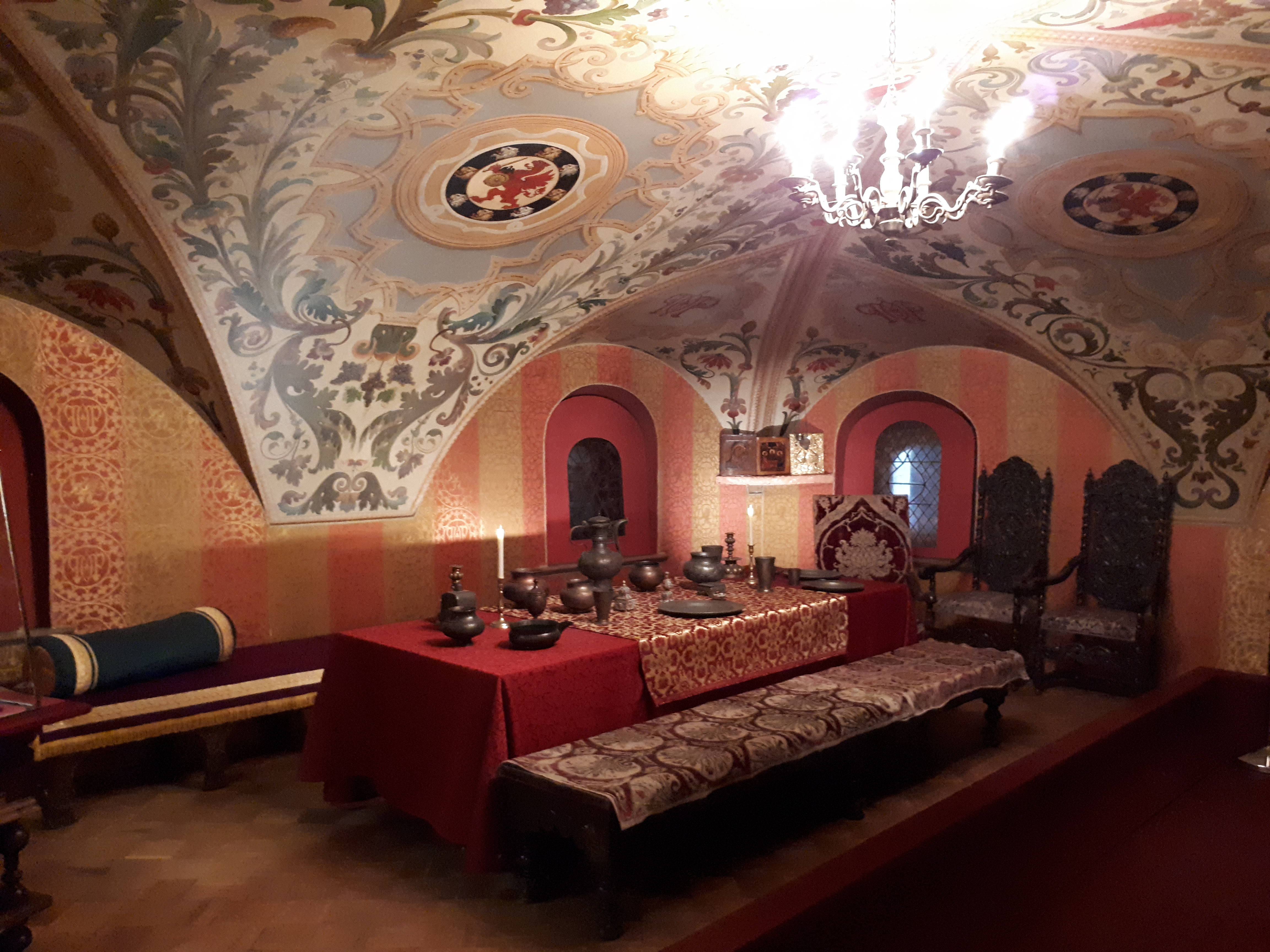
Музей «Палаты Романовых»: реставрация была произведена по проекту Рихтера

- церковь Благовещения в Петровском парке, 1844—1847 гг.
- автор проектов Владимирского и Александровского залов Большого Кремлёвского дворца
- руководил перестройкой Хамовнических казарм (Комсомольский проспект, д.18—24)

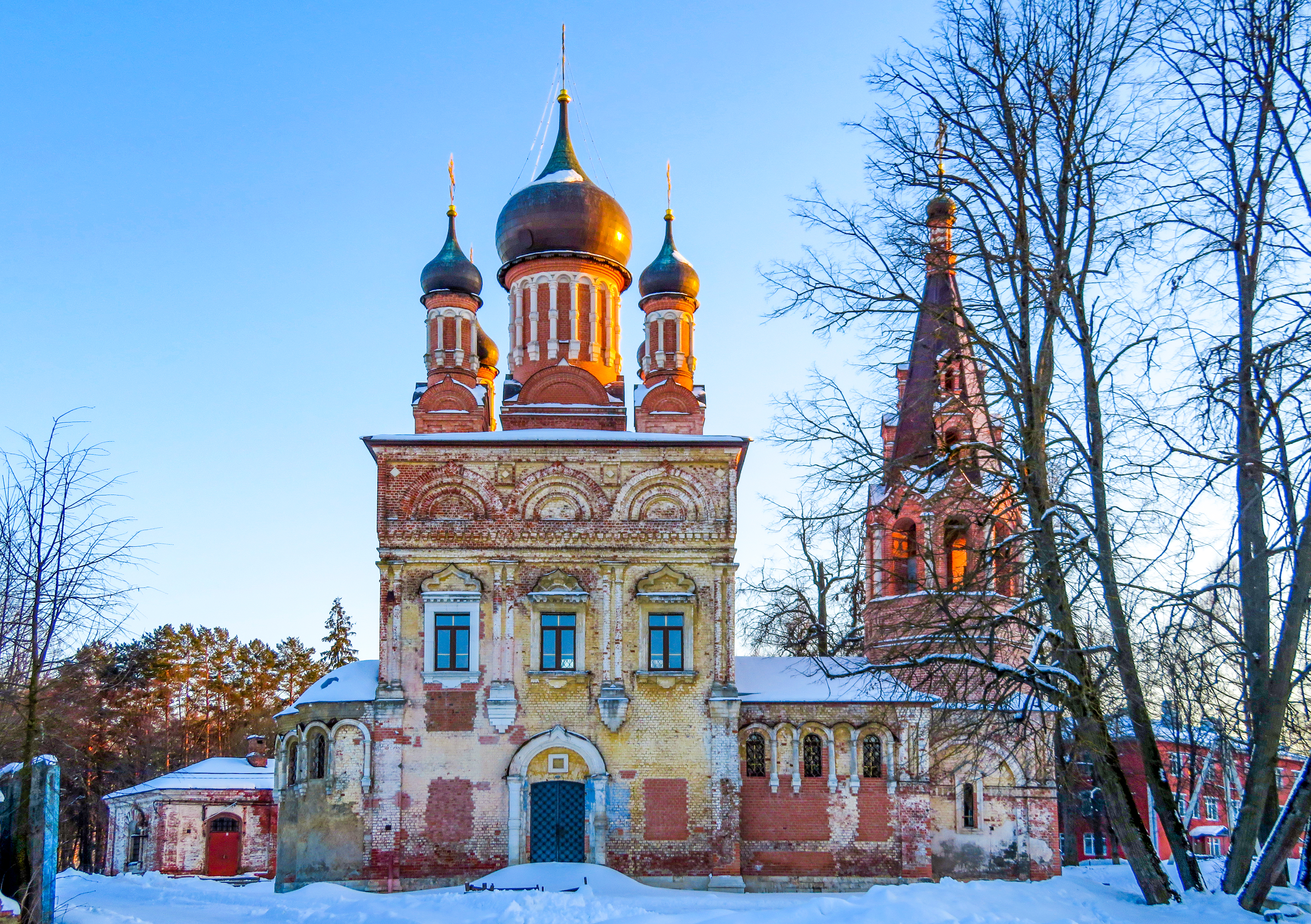
Церковь Покрова Пресвятой Богородицы в Мещёрском

- реставрация Палат Романовых, при участии А. П. Попова, 1858—1859 гг.
- Дом Медведниковых в Староконюшенном переулке (не сохранился)
- помещения для мануфактурных выставок 1847 и 1853 годов
- усадьба Воронцовых в подмосковном имении Марьино
- реставрация Благовещенского собора
- реставрация Боровицкой башни
- реставрация Собора Спаса на Бору (не сохранился)
- реставрация церкви в Дубровицах, 1850 г.
- перестройка храма Покрова Пресвятой Богородицы в имении М. Л. Боде-Колычёва в Мещерском, 1853—1859 гг.
- реставрация Ипатьевского монастыря, 1862 г.
- обмер и описание памятников древнего русского зодчества

## Награды
- Бриллиантовый перстень (1827, 1840)
- Единовременно 5000 рублей серебром (1849)
- Орден Святой Анны 2-й степени (02.04.1849, императорская корона к ордену 03.09.1851)
- Орден Святого Владимира 4-й степени (1856)[4]